# Gareth Miller
Gareth Miller (* 18. August 1987) ist ein ehemaliger südafrikanischer Eishockeyspieler, der für verschiedene Kapstadter Klubs spielte.

## Karriere
Gareth Miller begann seine Karriere bei den Cape Town Eagles in der Western Province Ice Hockey League, einer der regionalen südafrikanischen Ligen, deren Gruppensieger den australischen Meistertitel ausspielen. Über verschiedene weitere Kapstadter Mannschaften kam er 2014 zu den Cape Town Penguins, wo er nach der Saison seine Karriere beendete.

### International
Miller vertrat sein Heimatland bei den Weltmeisterschaften der U18-Junioren der Division II 2005. Mit der Herren-Nationalmannschaft nahm er an den Welttitelkämpfen 2009 und 2014 in der Division II sowie 2008, 2010 und 2011 in der Division III teil.

## Erfolge und Auszeichnungen
- 2008 Aufstieg in die Division II bei der Weltmeisterschaft der Division III
- 2011 Aufstieg in die Gruppe B der Division II bei der Weltmeisterschaft der Division III